# جزایر ریائو
جزایر ریائو (اندونزیایی: Kepulauan Riau) یکی از استان‌های اندونزی است.

## جغرافیا
این استان شامل مجمع‌الجزایر ریائو، جزایر ناتونا، جزایر آنامباس و جزایر لینگگا می‌شود.
مساحت جزایر ریائو ۲۱٬۹۹۲ کیلومتر مربع بوده و جمعیت این استان در سال ۲۰۰۷ بالغ بر ۱٬۳۹۲٬۹۰۰ نفر برآورد شده‌است.
جزایر ریائو در ژوئیهٔ سال ۲۰۰۴ از بخش اصلی استان ریائو جدا شده و استان مستقلی را تشکیل داد. پایتخت این استان شهر تانجونگ پینانگ است که در بخش جنوبی جزیرهٔ بینتان واقع شده‌است.

## مذهب
بیش‌ترین شمار ساکنان جزایر ریائو پیرو دین‌های اسلام، بودیسم و مسیحیت هستند.

## مردم
مالایی‌ها با ۳۵٫۶ درصد، جاوه‌ای‌ها با ۲۲٫۲ درصد، چینی‌ها با ۹٫۳ درصد، مینانگکابوها با ۹٫۳ درصد، باتاک‌ها با ۸٫۱ درصد، بوگینی‌ها با ۲٫۲ درصد و بانجاری‌ها با ۰٫۷ درصد از مهم‌ترین گروه‌های قومی ساکن در جزایر ریائو به‌شمار می‌روند. مهم‌ترین زبان رایج در این استان، زبان اندونزیایی است.